# Mercedes-Benz Baureihe 112
Die Baureihe 112 ist das in Ausstattung und Technik aufwendigste Modell unter den sogenannten Heckflossen von Mercedes-Benz.
Die offizielle Bezeichnung des Wagens lautete Mercedes-Benz 300 SE. Es gibt ihn in zwei Limousinen-Varianten sowie als Coupé und Cabriolet.
Alle 112er-Modelle basieren auf den praktisch gleichen Karosserien ihrer jeweiligen Gegenstücke der W 111-Baureihe und unterscheiden sich äußerlich nur durch eine umfangreichere Chromverzierung (breite Zierleiste in der Mittelsicke vom Scheinwerfer bis zur Rückleuchte, Radlaufchromleisten sowie eine breite Chromblende, die den gesamten Außenschweller verdeckt), außerdem bei den Limousinen durch eine deutlich höherwertige Innenausstattung (Echtholzrahmungen, edlere Stoffe in speziellen Dessins).

## Limousine

### Allgemeines
Vom 300 SE (Baumuster 112.014) wurden zwischen Februar 1961 und Juli 1965 5202 Fahrzeuge produziert. Nach einem Vorserienwagen im Dezember 1962 wurde ab März 1963 der 300 SE lang (Baumuster 112.015) in nur 1546 Exemplaren gebaut. Verglichen mit den Stückzahlen der anderen Heckflossenmodelle W 110 (gesamt 628.282 Stück) und W 111 (gesamt 338.003 Stück) waren die 112er-Heckflossen also schon zur Zeit ihrer Entstehung eher selten anzutreffen.
Die Limousine mit „kurzem“ Radstand hat markante, zusätzliche 300 SE-Schriftzüge an den C-Säulen-Blenden. Bei der Langversion jedoch befinden sich an dieser Stelle nur dezente, durchgehende Blenden – ohne die typische Chromsichel und ohne Schriftzüge – und daran lassen sich diese beiden 300 SE-Limousinen auf Anhieb auseinanderhalten.
Ein besonderer Unterschied zu allen anderen zuvor oder nachher gebauten Mercedes-Benz-Typen ist auf dem Kofferraumdeckel zu erkennen: Der 300 SE-Schriftzug wurde mit einer Chromumrahmung versehen und bildet gewissermaßen das „Sahnehäubchen“ der ohnehin nicht unumstrittenen Menge an Zierrat beim W 112. Dieses spezielle, gerahmte Emblem ziert alle W 112-Limousinen von 1961 bis 1965, doch schon bald danach war es nicht mehr als Ersatzteil lieferbar und wurde im Bedarfsfall durch den von Anfang an rahmenlosen 300 SE-Schriftzug der Coupés und Cabriolets ersetzt.
Der 300 SE war in der Zeit zwischen der Einstellung des „Adenauer“ 300ers (W 189) Anfang 1962 und dem Erscheinen des Mercedes-Benz 600 (W 100) Ende 1963 die edelste (und als 300 SE lang die größte) Limousine, die Mercedes-Benz seiner Kundschaft zu bieten hatte.

### Langversion
Die Langversion entstand zu großen Teilen in Handarbeit: Eine 300 SE-Karosserie wurde vom Band genommen, auf Höhe des Fonds quer durchgeschnitten und durch Einsetzen von strukturierten Blechstreifen um 10 cm verlängert. Auch die Fondtürstrukturen wurden auf diese Weise gestreckt. Nur die Dachhaut und die Fondtürhäute wurden jeweils als lang-spezifische Blechteile in einem Stück gepresst. Dieses Verfahren war aufgrund der kleinen Stückzahlen wirtschaftlicher als das gesonderte Pressen von Lang-Karosserieteilen (Werkzeugkosten) und wurde auch bei BMW-E3-Limousinen der 1970er Jahre angewendet.
Es taucht beim 300 SE lang jedoch kein „L“ in der Typbezeichnung auf, weder auf dem Kofferraumdeckel noch in den Prospekten. Die Bezeichnung „300 SEL“ wurde erst beim Nachfolgemodell vom Typ W 109 eingeführt. Daher ist es falsch, einen langen Heckflossen-300 SE als „SEL“ zu bezeichnen.
Mit Erscheinen der Langversion im Frühjahr 1963 erhielten die 112er Limousinen schließlich sogar nochmals mehr Chromzierrat: Die Scheibenrahmen der Türen wurden konstruktiv abgeändert und mit breiten Chromrahmenblenden komplett abgedeckt – als weitere Maßnahme, eine optische Abgrenzung zur deutlich günstigeren 111er-Limousine zu schaffen, welche weiterhin mit den dünnen Chromstäben an den Fenstern gebaut wurde.

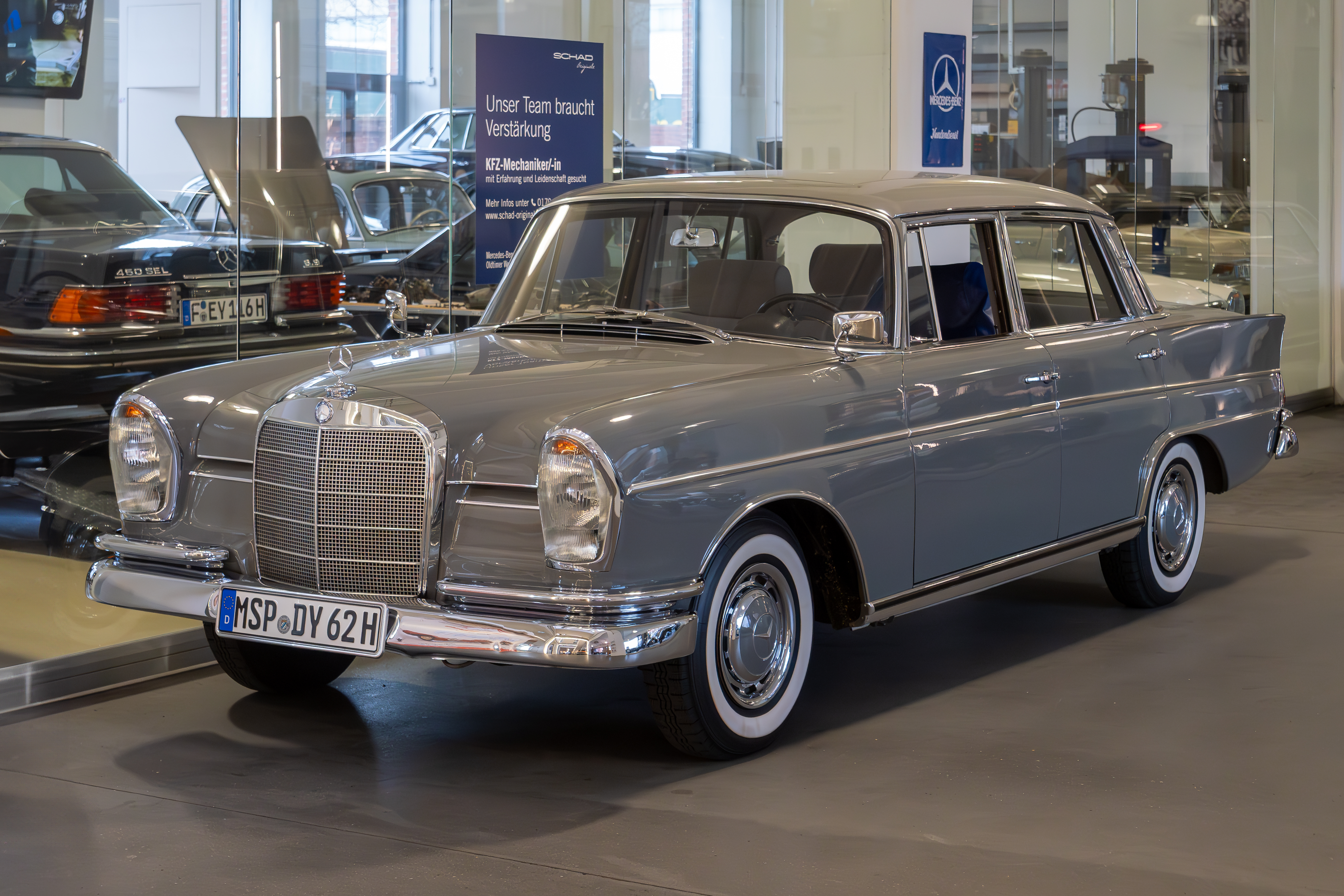
Mercedes 300 SE, Klassikstadt, Frankfurt am Main
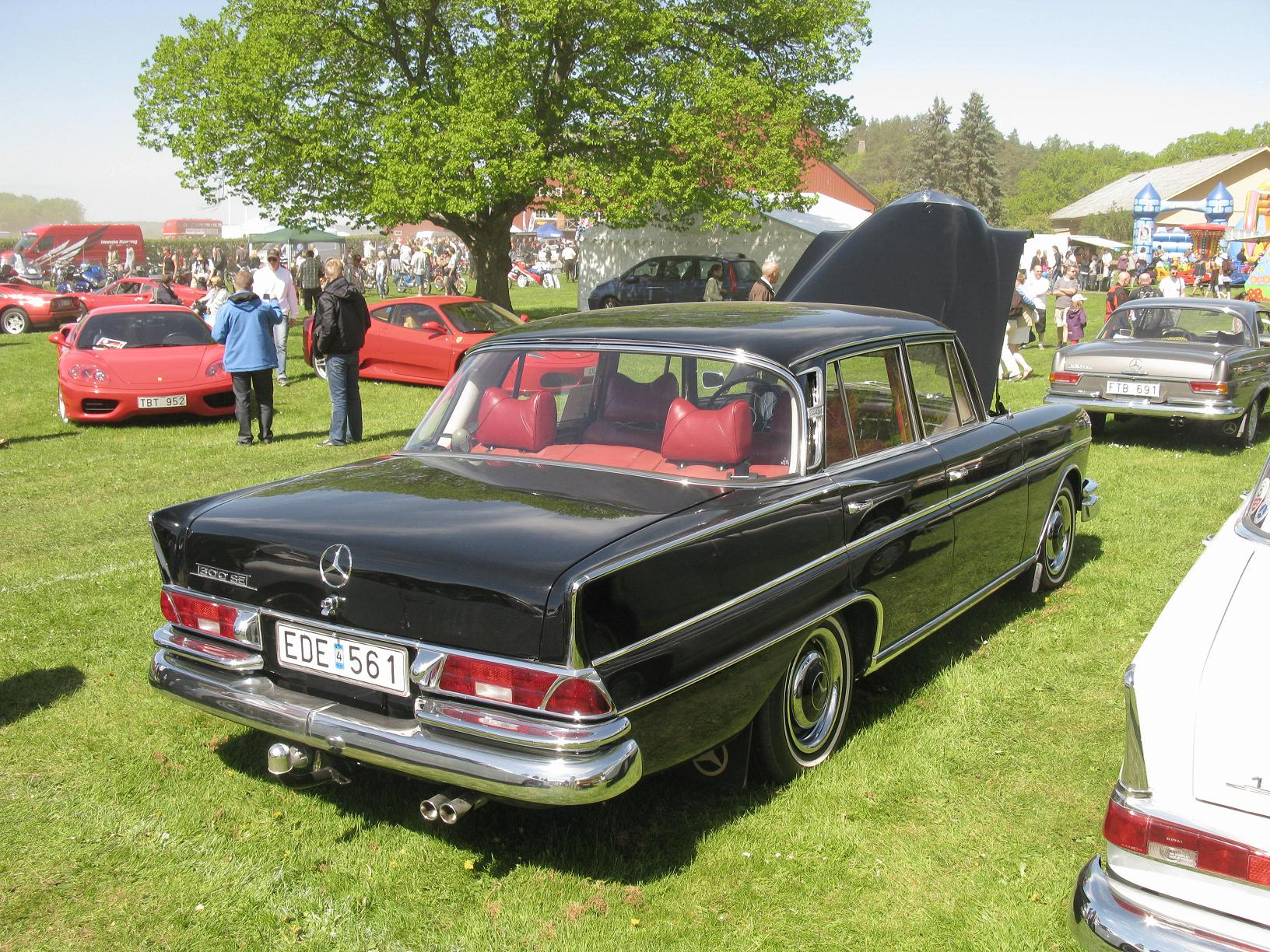
Heckansicht
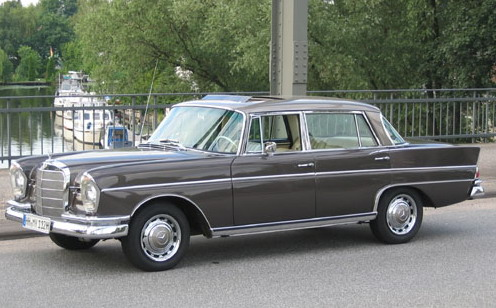
300 SE lang
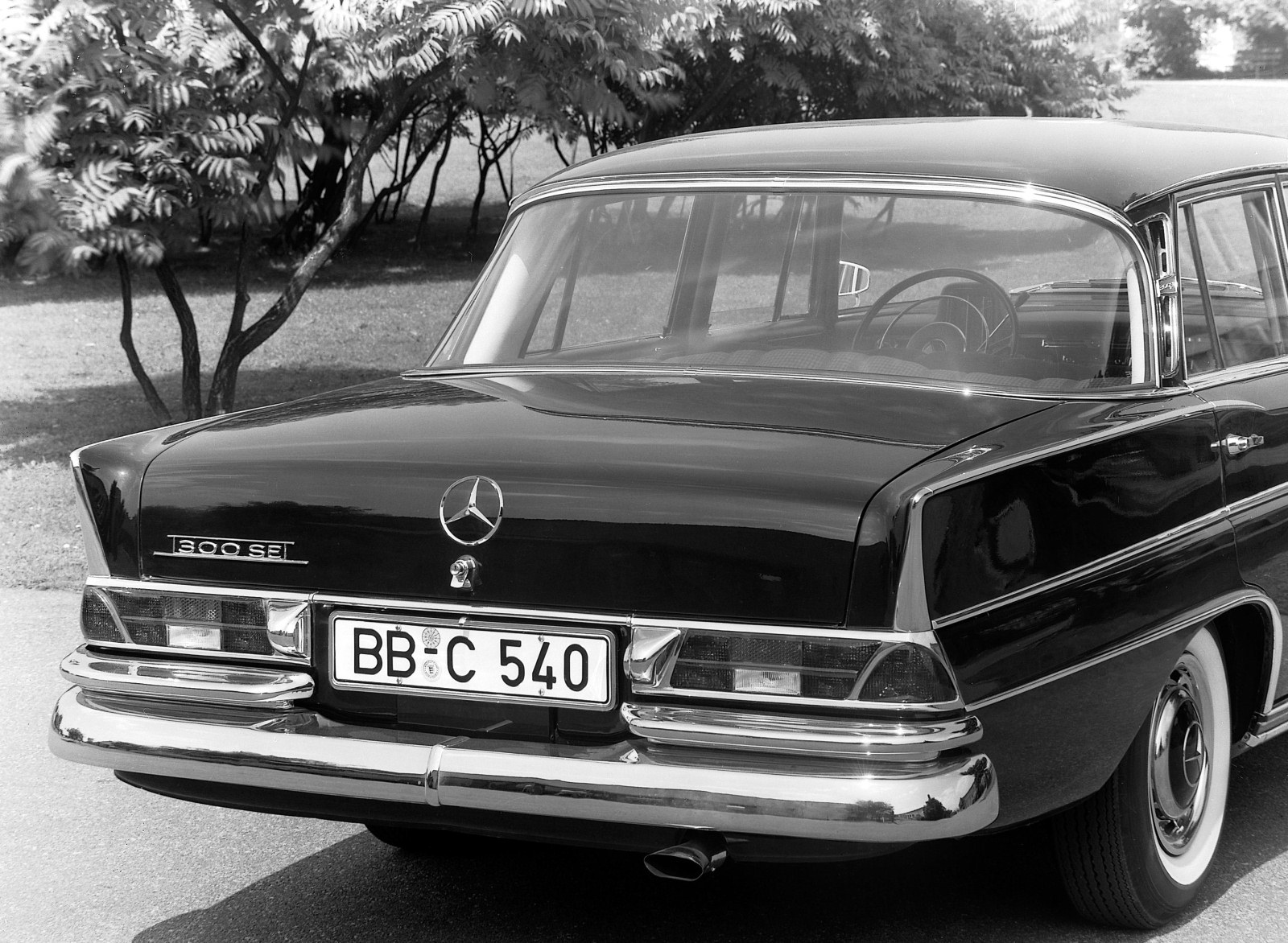
Früher 300 SE mit Einrohrauspuff und schmalem Türfensterchrom
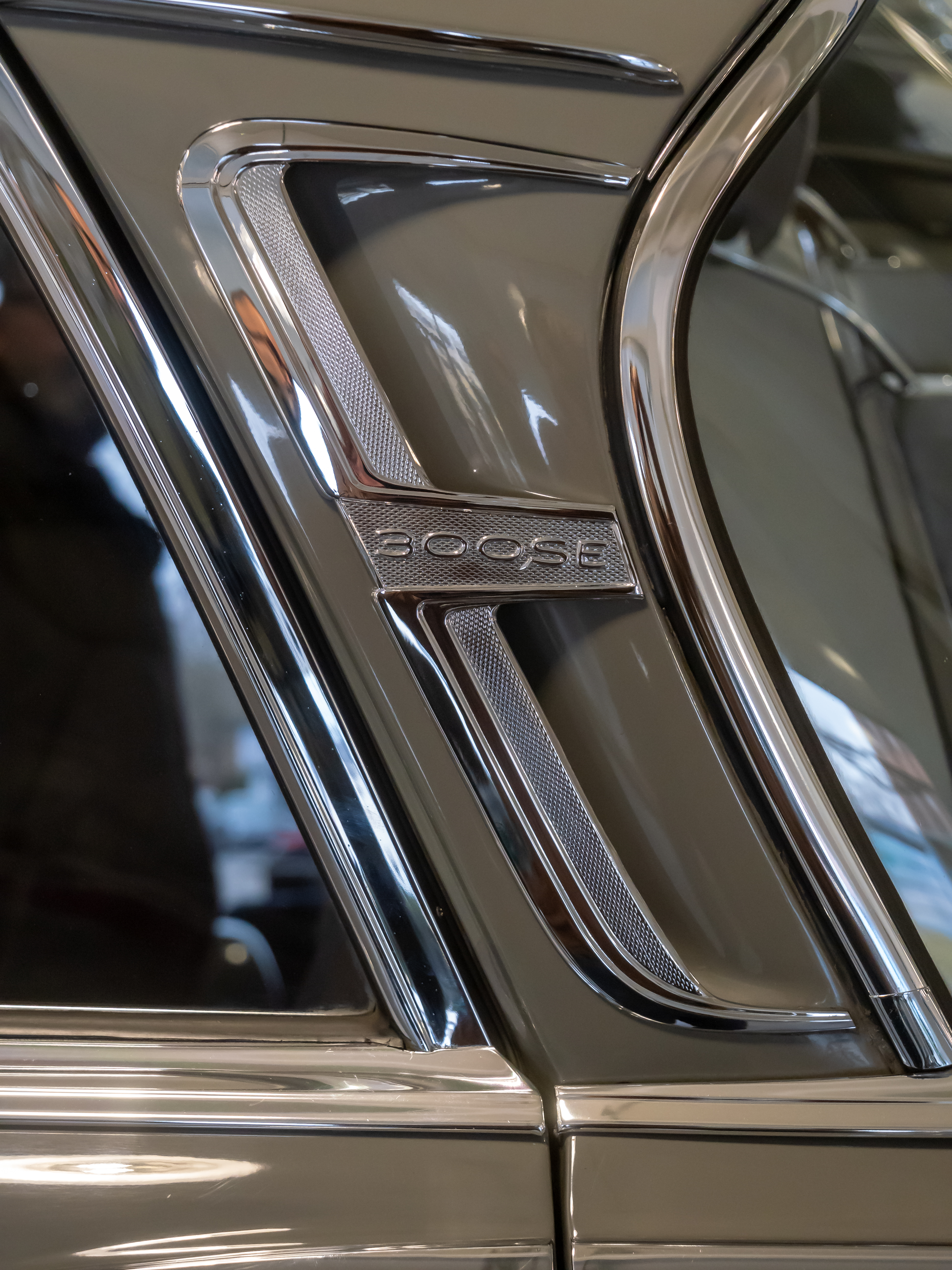
300 SE (Detail C-Säule mit Modellbezeichnung)
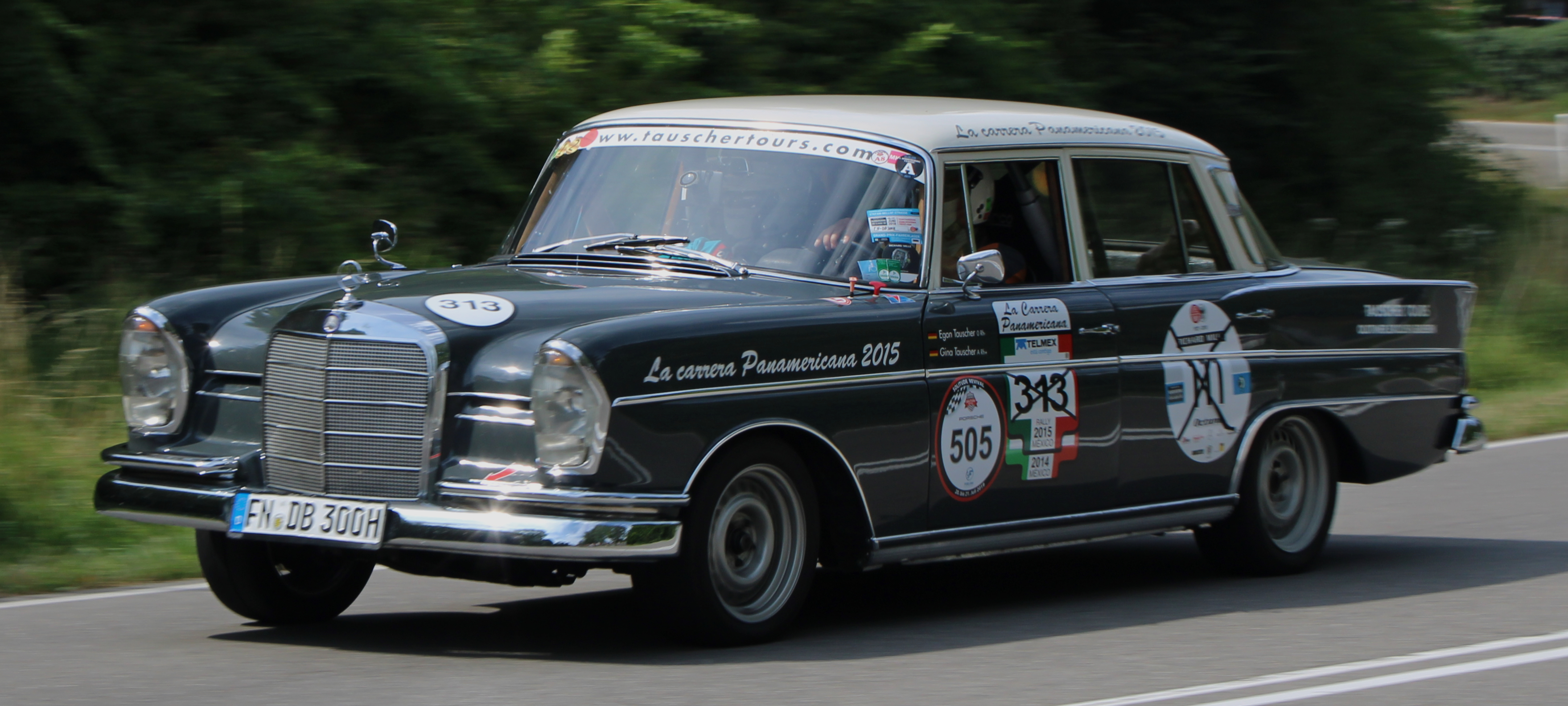
300 SE W 112 beim Solitude Revival 2019

### Coupé und Cabriolet
Coupé und Cabriolet der Baureihe W 112 entsprechen technisch den Limousinen, debütierten im Februar 1962, also ein Jahr nach der Limousine (und den 111er Coupés und Cabriolets), und blieben bis Dezember 1967 im Programm, mithin zwei Jahre länger als ihre viertürigen Schwestermodelle (aber 4 Jahre kürzer als die 111er Coupés und Cabriolets). Sie haben im Gegensatz zu den Limousinen keine modischen Heckflossen, eine niedrigere Dachlinie, und wirken dadurch insgesamt eleganter und zeitloser, was ihnen schon viel früher einen Klassikerstatus bescherte. Diese Zeitlosigkeit ermöglichte es auch, dass sie praktisch unverändert parallel zu den Nachfolgern der 112er-Limousinen, den S-Klassen der W 108/W 109-Reihen, gebaut werden konnten. Es entstanden dennoch nur insgesamt 2419 Coupés (Baumuster 112.021) und 708 Cabriolets (Baumuster 112.023).
Die Karosserieformen beider Modelle wurden in der W-111-Baureihe mit ab 1969 niedrigerer Kühlerfront („Flachkühler“ genannt, in Abgrenzung zum vorherigen Hochkühler) weiter produziert bis 1971, ein Nachfolgemodell auf Basis der vor der Premiere stehenden S-Klasse-Limousine W 116 wurde jedoch nicht aufgelegt. Stattdessen entwickelte Daimler-Benz ein Coupé auf Basis des ebenfalls zu dieser Zeit vorgestellten neuen SL-Roadsters (R 107), dessen Proportionen (stark verlängerter Radstand) umstritten sind. Es wurde als Sportcoupé vom Typ SLC der Baureihe C 107 präsentiert. Ein echtes S-Klasse-Coupé wurde erst wieder mit dem Nachfolger des C 107 gebaut, nämlich mit dem 1981 vorgestellten SEC (C 126). Ein S-Klasse-Cabriolet gab es allerdings erst wieder ab 2015 (A 217).

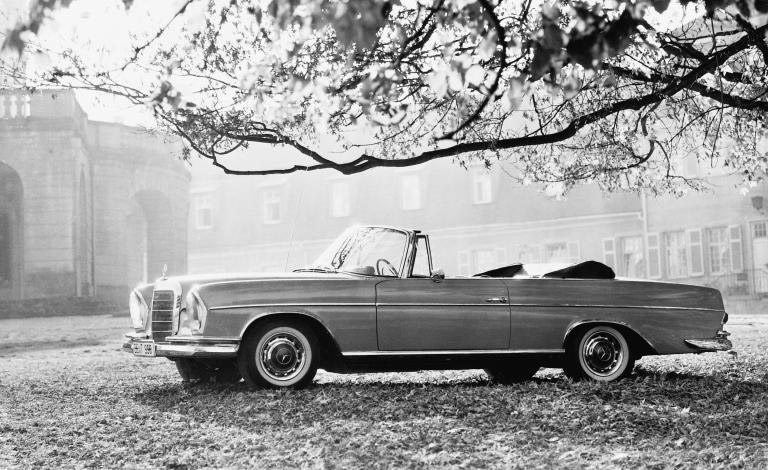
300 SE Cabriolet, offen
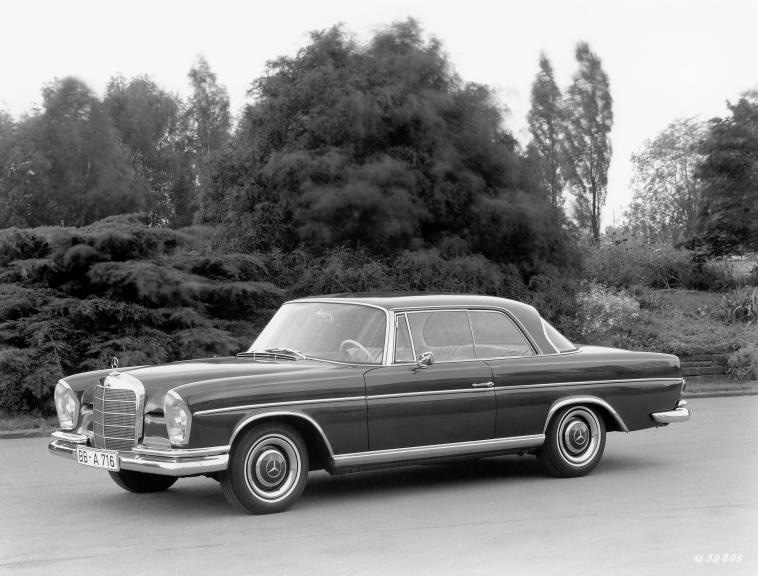
300 SE Coupé
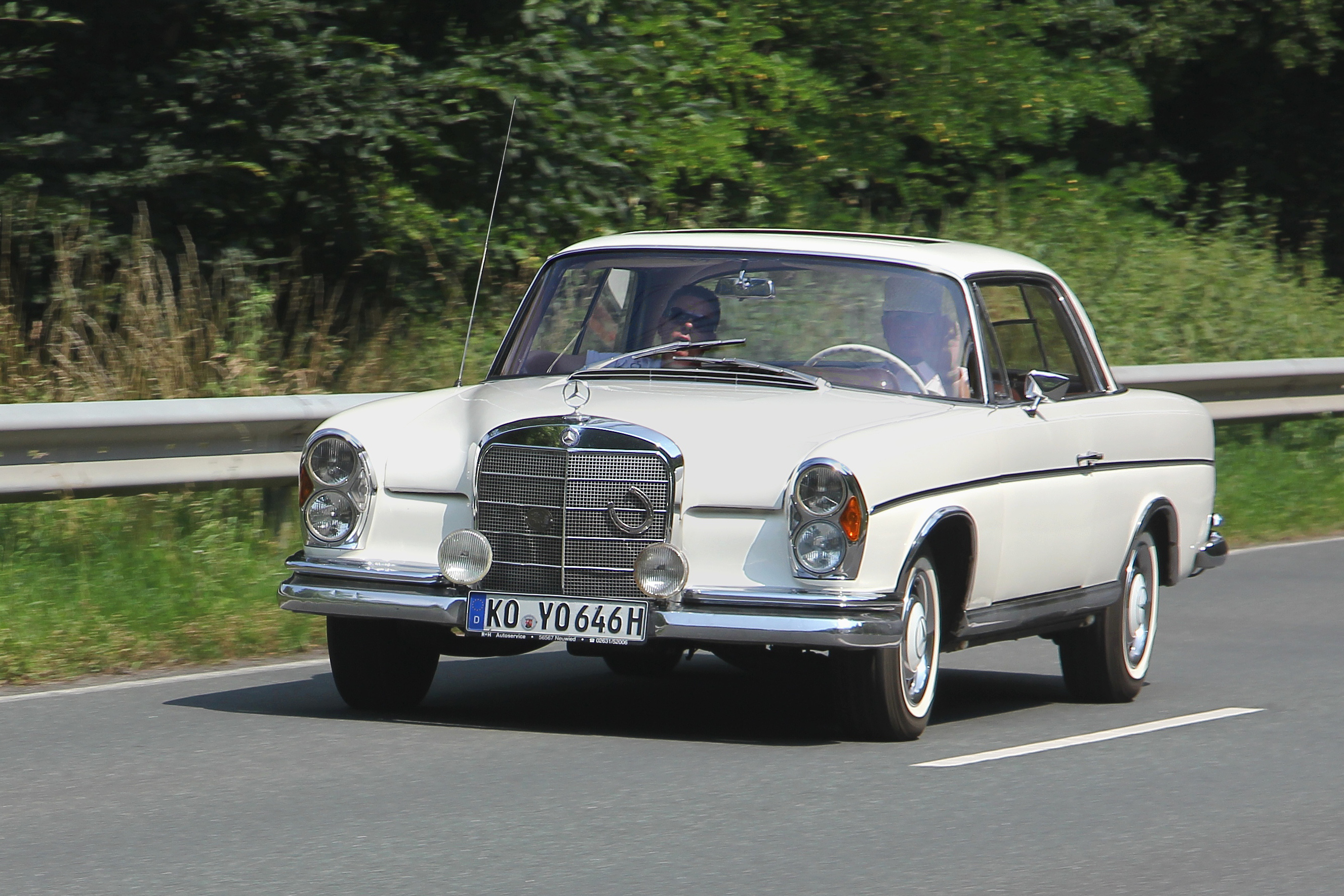
300 SE Coupé bei der Ausfahrt eines Oldtimertreffens 2015

### Technik und Antrieb
Alle W 112 sind serienmäßig mit speziellen technischen Besonderheiten ausgestattet. Sie machen den eigentlichen, prestigesichernden Unterschied zu den W 111-Modellen aus:
- Sechszylindermotor mit mechanischer Saugrohreinspritzung und zunächst 160 PS (118 kW), ab Februar 1964 mit 170 PS (125 kW)
- neuentwickeltes Daimler-Benz-Viergang-Automatikgetriebe Typ K4A 025 Ausführung: GA 300SE
- neuentwickelte Luftfederung für konstantes Fahrzeugniveau in allen Belastungs-Situationen
- Scheibenbremsen vorn und hinten
- Servolenkung
- Differentialsperre
- Bremsniederhaltung an der Hinterachse. Verhindert das starke Ausfedern beim Bremsen und die damit verbundenen Sturzänderungen

### Technische Daten
| Mercedes-Benz 300 SE          | Mercedes-Benz 300 SE | Mercedes-Benz 300 SE | Mercedes-Benz 300 SE |
| ----------------------------- | --- | --- | --- |
| Konstruktionsbezeichnung      | W 112/3 | W 112/3 | W 112/3 |
| Baumuster                     | 112.014 | 112.014 | 112.014 |
| Produktionszeitraum           | 04.1961 – 07.1965 | 04.1961 – 07.1965 | 04.1961 – 07.1965 |
| Motor                         | | | |
| Arbeitsverfahren              | Viertakt-Otto (mit intermittierender Saugrohreinspritzung)                                                                                   | Viertakt-Otto (mit intermittierender Saugrohreinspritzung)                                                                                   | Viertakt-Otto (mit intermittierender Saugrohreinspritzung)                                                                                   |
| Anordnung im Fahrzeug         | vorn, längs, stehend | vorn, längs, stehend | vorn, längs, stehend |
| Motortyp                      | M 189 III, ab 01.1964: M 189 V | M 189 III, ab 01.1964: M 189 V | M 189 III, ab 01.1964: M 189 V |
| Motorbaumuster                | 189.984, ab 01.1964: 189.986 | 189.984, ab 01.1964: 189.986 | 189.984, ab 01.1964: 189.986 |
| Zylinder                      | 6 / Reihe, Leichtmetallblock | 6 / Reihe, Leichtmetallblock | 6 / Reihe, Leichtmetallblock |
| Hubraum                       | 2996 cm³ (nach Steuerformel 2975 cm³) | 2996 cm³ (nach Steuerformel 2975 cm³) | 2996 cm³ (nach Steuerformel 2975 cm³) |
| Bohrung × Hub                 | 85 × 88 mm | 85 × 88 mm | 85 × 88 mm |
| Verdichtung                   | 8,7 : 1, ab 01.1964: 8,8 : 1 | 8,7 : 1, ab 01.1964: 8,8 : 1 | 8,7 : 1, ab 01.1964: 8,8 : 1 |
| Leistung                      | 160 PS (118 kW) bei 5000/min, ab 01.1964: 170 PS (125 kW) bei 5400/min                                                                       | 160 PS (118 kW) bei 5000/min, ab 01.1964: 170 PS (125 kW) bei 5400/min                                                                       | 160 PS (118 kW) bei 5000/min, ab 01.1964: 170 PS (125 kW) bei 5400/min                                                                       |
| Max. Drehmoment               | 25,6 mkp (251 N m) bei 3800/min; ab 01.1964: 25,4 mkp (249 N m) bei 4000/min                                                                 | 25,6 mkp (251 N m) bei 3800/min; ab 01.1964: 25,4 mkp (249 N m) bei 4000/min                                                                 | 25,6 mkp (251 N m) bei 3800/min; ab 01.1964: 25,4 mkp (249 N m) bei 4000/min                                                                 |
| Ventile                       | 1 Einlass, 1 Auslass / hängend | 1 Einlass, 1 Auslass / hängend | 1 Einlass, 1 Auslass / hängend |
| Ventilsteuerung               | obenliegende Nockenwelle | obenliegende Nockenwelle | obenliegende Nockenwelle |
| Nockenwellenantrieb           | Duplex-Rollenkette | Duplex-Rollenkette | Duplex-Rollenkette |
| Gemischbildung                | Saugrohreinspritzung, mechanisch geregelt; Bosch 2-Stempel-Einspritzpumpe, ab 01.1964: Bosch 6-Stempel-Einspritzpumpe                        | Saugrohreinspritzung, mechanisch geregelt; Bosch 2-Stempel-Einspritzpumpe, ab 01.1964: Bosch 6-Stempel-Einspritzpumpe                        | Saugrohreinspritzung, mechanisch geregelt; Bosch 2-Stempel-Einspritzpumpe, ab 01.1964: Bosch 6-Stempel-Einspritzpumpe                        |
| Kraftstofftank                | 65 l, ab 01.1963: 82 l | 65 l, ab 01.1963: 82 l | 65 l, ab 01.1963: 82 l |
| Fahrwerk und Kraftübertragung | | | |
| Rahmenausführung              | Rahmenbodenanlage / selbsttragende Karosserie                                                                                                | Rahmenbodenanlage / selbsttragende Karosserie                                                                                                | Rahmenbodenanlage / selbsttragende Karosserie                                                                                                |
| Radaufhängung vorn            | Doppel-Querlenker-Achse | Doppel-Querlenker-Achse | Doppel-Querlenker-Achse |
| Radaufhängung hinten          | Eingelenk-Pendelachse mit Schub- und Zusatzstreben und Niveauregulierung                                                                     | Eingelenk-Pendelachse mit Schub- und Zusatzstreben und Niveauregulierung                                                                     | Eingelenk-Pendelachse mit Schub- und Zusatzstreben und Niveauregulierung                                                                     |
| Federung                      | Luftkammer-Federbälge rundum, Drehstab-Stabilisator                                                                                          | Luftkammer-Federbälge rundum, Drehstab-Stabilisator                                                                                          | Luftkammer-Federbälge rundum, Drehstab-Stabilisator                                                                                          |
| Stoßdämpfer                   | hydraulische Teleskop-Stoßdämpfer rundum | hydraulische Teleskop-Stoßdämpfer rundum | hydraulische Teleskop-Stoßdämpfer rundum |
| Lenkung                       | Kugelumlauflenkung | Kugelumlauflenkung | Kugelumlauflenkung |
| Bremsanlage                   | hydraulische Zweikreis-Bremsanlage mit Unterdruck-Bremskraftverstärker, auf Vorder- und Hinterräder wirkend, Scheibenbremsen vorn und hinten | hydraulische Zweikreis-Bremsanlage mit Unterdruck-Bremskraftverstärker, auf Vorder- und Hinterräder wirkend, Scheibenbremsen vorn und hinten | hydraulische Zweikreis-Bremsanlage mit Unterdruck-Bremskraftverstärker, auf Vorder- und Hinterräder wirkend, Scheibenbremsen vorn und hinten |
| Feststellbremse               | mechanisch, auf Hinterräder wirkend | mechanisch, auf Hinterräder wirkend | mechanisch, auf Hinterräder wirkend |
| Räder                         | Stahlblechräder | Stahlblechräder | Stahlblechräder |
| Felgen                        | Tiefbettfelge 5 1/2 JK x 13 B | Tiefbettfelge 5 1/2 JK x 13 B | Tiefbettfelge 5 1/2 JK x 13 B |
| Reifen                        | 7,50 H 13 | 7,50 H 13 | 7,50 H 13 |
| Antrieb                       | Hinterradantrieb | Hinterradantrieb | Hinterradantrieb |
| Kraftübertragung              | geteilte Kardanwelle | geteilte Kardanwelle | geteilte Kardanwelle |
| Getriebe und Fahrleistungen   | | | |
| Getriebe                      | 4-Gang-Automatik | 4-Gang-Schaltgetriebe | 5-Gang-Schaltgetriebe ZF S 5-20 |
| Verfügbarkeit                 | Serie | auf Wunsch | auf Wunsch |
| Schaltung                     | Wählhebel am Lenkrad | Lenkradschaltung, ab 10.1964 auf Wunsch Mittelschaltung                                                                                      | Mittelschaltung |
| Kupplung                      | hydraulische Kupplung im Automatikgetriebe                                                                                                   | Einscheiben-Trockenkupplung | Einscheiben-Trockenkupplung |
| Getriebeart                   | Planetengetriebe | Zahnrad-Wechselgetriebe | Zahnrad-Wechselgetriebe |
| Getriebe-Übersetzung          | I. 3,98; II. 2,52; III. 1,58; IV. 1,0; R. 4,15                                                                                               | I. 4,05; II. 2,28; III. 1,53; IV. 1,0; R. 3,92                                                                                               | I. 3,92; II. 2,22; III. 1,42; IV. 1,0; V. 0,85; R. 3,49                                                                                      |
| Achsantriebsübersetzung       | 4,10; später 4,08 und 3,92; auf Wunsch 3,75                                                                                                  | 3,92; auf Wunsch 3,75 | 4,08 |
| Höchstgeschwindigkeit         | 175 km/h (HA 4,08) bzw. 180 km/h (HA 3,92);~ab 01.1964: 185 km/h (HA 3,92) bzw. 195 km/h (HA 3,75)                                           | 185 km/h (HA 3,92); ab 01.1964: 190 km/h (HA 3,92) bzw.~200 km/h (HA 3,75)                                                                   | 200 km/h |
| Beschleunigung 0-100 km/h     | 11,5 s; ab 01.64: 10,7 s (HA 3,92) bzw. 10,8 s (HA 3,75), Beschleunigung mit Durchschalten von 0 - 100 km/h, Belastung 2 Personen            | 11,4 s (170 PS / HA 3,92) bzw. 11,5 s (170 PS / HA 3,75), Beschleunigung mit Durchschalten von 0 - 100 km/h, Belastung 2 Personen            | 10,9 s, Beschleunigung mit Durchschalten von 0 - 100 km/h, Belastung 2 Personen                                                              |
| Kraftstoffverbrauch DIN 70030 | 14,5 l; ab 01.1964: 13,7 l (HA 3,92) bzw. 13,0 l (HA 3,75)                                                                                   | 13 l; ab 01.1964: 12,5 l (HA 3,92) bzw. 11,8 l (HA 3,75)                                                                                     | |
| Abmessungen und Gewichte      | | | |
| Radstand                      | 2750 mm | 2750 mm | 2750 mm |
| Spur vorne / hinten           | 1482 / 1490 mm | 1482 / 1490 mm | 1482 / 1490 mm |
| Länge                         | 4875 mm | 4875 mm | 4875 mm |
| Breite                        | 1795 mm | 1795 mm | 1795 mm |
| Höhe                          | 1455 mm | 1455 mm | 1455 mm |
| Leergewicht DIN 70020         | 1530 kg; ab 01.1963: 1565 kg | 1530 kg; ab 01.1963: 1565 kg | 1530 kg; ab 01.1963: 1565 kg |
| Zul. Gesamtgewicht            | 2010 kg; ab 01.1963: 2065 kg | 2010 kg; ab 01.1963: 2065 kg | 2010 kg; ab 01.1963: 2065 kg |
| Allgemeine Daten              | | | |
| Stückzahl                     | 5202 Limousinen | 5202 Limousinen | 5202 Limousinen |
| Preis                         | 08.1961: 24.150 DM 02.1963: 24.500 DM (mit Automatikgetriebe) bzw. 23.100 DM (mit Viergang-Schaltgetriebe)                                   | 08.1961: 24.150 DM 02.1963: 24.500 DM (mit Automatikgetriebe) bzw. 23.100 DM (mit Viergang-Schaltgetriebe)                                   | 08.1961: 24.150 DM 02.1963: 24.500 DM (mit Automatikgetriebe) bzw. 23.100 DM (mit Viergang-Schaltgetriebe)                                   |
| Belege                        | | | |

| Mercedes-Benz 300 SE lang     | Mercedes-Benz 300 SE lang | Mercedes-Benz 300 SE lang | Mercedes-Benz 300 SE lang |
| ----------------------------- | --- | --- | --- |
| Konstruktionsbezeichnung      | W 112/3 | W 112/3 | W 112/3 |
| Baumuster                     | 112.015 | 112.015 | 112.015 |
| Produktionszeitraum           | 12.1962 / 03.1963 – 08.1965 | 12.1962 / 03.1963 – 08.1965 | 12.1962 / 03.1963 – 08.1965 |
| Motor                         | | | |
| Arbeitsverfahren              | Viertakt-Otto (mit intermittierender Saugrohreinspritzung)                                                                                   | Viertakt-Otto (mit intermittierender Saugrohreinspritzung)                                                                                   | Viertakt-Otto (mit intermittierender Saugrohreinspritzung)                                                                                   |
| Anordnung im Fahrzeug         | vorn, längs, stehend | vorn, längs, stehend | vorn, längs, stehend |
| Motortyp                      | M 189 III, ab 01.1964: M 189 V | M 189 III, ab 01.1964: M 189 V | M 189 III, ab 01.1964: M 189 V |
| Motorbaumuster                | 189.984, ab 01.1964: 189.986 | 189.984, ab 01.1964: 189.986 | 189.984, ab 01.1964: 189.986 |
| Zylinder                      | 6 / Reihe, Leichtmetallblock | 6 / Reihe, Leichtmetallblock | 6 / Reihe, Leichtmetallblock |
| Hubraum                       | 2996 cm³ (nach Steuerformel 2975 cm³) | 2996 cm³ (nach Steuerformel 2975 cm³) | 2996 cm³ (nach Steuerformel 2975 cm³) |
| Bohrung × Hub                 | 85 × 88 mm | 85 × 88 mm | 85 × 88 mm |
| Verdichtung                   | 8,7 : 1, ab 01.1964: 8,8 : 1 | 8,7 : 1, ab 01.1964: 8,8 : 1 | 8,7 : 1, ab 01.1964: 8,8 : 1 |
| Leistung                      | 160 PS (118 kW) bei 5000/min, ab 01.1964: 170 PS (125 kW) bei 5400/min                                                                       | 160 PS (118 kW) bei 5000/min, ab 01.1964: 170 PS (125 kW) bei 5400/min                                                                       | 160 PS (118 kW) bei 5000/min, ab 01.1964: 170 PS (125 kW) bei 5400/min                                                                       |
| Max. Drehmoment               | 25,6 mkp (251 N m) bei 3800/min; ab 01.1964: 25,4 mkp (249 N m) bei 4000/min                                                                 | 25,6 mkp (251 N m) bei 3800/min; ab 01.1964: 25,4 mkp (249 N m) bei 4000/min                                                                 | 25,6 mkp (251 N m) bei 3800/min; ab 01.1964: 25,4 mkp (249 N m) bei 4000/min                                                                 |
| Ventile                       | 1 Einlass, 1 Auslass / hängend | 1 Einlass, 1 Auslass / hängend | 1 Einlass, 1 Auslass / hängend |
| Ventilsteuerung               | obenliegende Nockenwelle | obenliegende Nockenwelle | obenliegende Nockenwelle |
| Nockenwellenantrieb           | Duplex-Rollenkette | Duplex-Rollenkette | Duplex-Rollenkette |
| Gemischbildung                | Saugrohreinspritzung, mechanisch geregelt; Bosch 2-Stempel-Einspritzpumpe, ab 01.1964: Bosch 6-Stempel-Einspritzpumpe                        | Saugrohreinspritzung, mechanisch geregelt; Bosch 2-Stempel-Einspritzpumpe, ab 01.1964: Bosch 6-Stempel-Einspritzpumpe                        | Saugrohreinspritzung, mechanisch geregelt; Bosch 2-Stempel-Einspritzpumpe, ab 01.1964: Bosch 6-Stempel-Einspritzpumpe                        |
| Kraftstofftank                | 82 l | 82 l | 82 l |
| Fahrwerk und Kraftübertragung | | | |
| Rahmenausführung              | Rahmenbodenanlage / selbsttragende Karosserie                                                                                                | Rahmenbodenanlage / selbsttragende Karosserie                                                                                                | Rahmenbodenanlage / selbsttragende Karosserie                                                                                                |
| Radaufhängung vorn            | Doppel-Querlenker-Achse | Doppel-Querlenker-Achse | Doppel-Querlenker-Achse |
| Radaufhängung hinten          | Eingelenk-Pendelachse mit Schub- und Zusatzstreben und Niveauregulierung                                                                     | Eingelenk-Pendelachse mit Schub- und Zusatzstreben und Niveauregulierung                                                                     | Eingelenk-Pendelachse mit Schub- und Zusatzstreben und Niveauregulierung                                                                     |
| Federung                      | Luftkammer-Federbälge, Drehstab-Stabilisator, rundum                                                                                         | Luftkammer-Federbälge, Drehstab-Stabilisator, rundum                                                                                         | Luftkammer-Federbälge, Drehstab-Stabilisator, rundum                                                                                         |
| Stoßdämpfer                   | hydraulische Teleskop-Stoßdämpfer, rundum | hydraulische Teleskop-Stoßdämpfer, rundum | hydraulische Teleskop-Stoßdämpfer, rundum |
| Lenkung                       | Kugelumlauflenkung | Kugelumlauflenkung | Kugelumlauflenkung |
| Bremsanlage                   | hydraulische Zweikreis-Bremsanlage mit Unterdruck-Bremskraftverstärker, auf Vorder- und Hinterräder wirkend, Scheibenbremsen vorn und hinten | hydraulische Zweikreis-Bremsanlage mit Unterdruck-Bremskraftverstärker, auf Vorder- und Hinterräder wirkend, Scheibenbremsen vorn und hinten | hydraulische Zweikreis-Bremsanlage mit Unterdruck-Bremskraftverstärker, auf Vorder- und Hinterräder wirkend, Scheibenbremsen vorn und hinten |
| Feststellbremse               | mechanisch, auf Hinterräder wirkend | mechanisch, auf Hinterräder wirkend | mechanisch, auf Hinterräder wirkend |
| Räder                         | Stahlblechräder | Stahlblechräder | Stahlblechräder |
| Felgen                        | Tiefbettfelge 5 1/2 JK x 13 B | Tiefbettfelge 5 1/2 JK x 13 B | Tiefbettfelge 5 1/2 JK x 13 B |
| Reifen                        | 7,50 H 13 | 7,50 H 13 | 7,50 H 13 |
| Antrieb                       | Hinterradantrieb | Hinterradantrieb | Hinterradantrieb |
| ,Kraftübertragung             | geteilte Kardanwelle | geteilte Kardanwelle | geteilte Kardanwelle |
| Getriebe und Fahrleistungen   | | | |
| Getriebe                      | 4-Gang-Automatik | 4-Gang-Schaltgetriebe | 5-Gang-Schaltgetriebe ZF S 5-20 |
| Verfügbarkeit                 | Serie | auf Wunsch | auf Wunsch |
| Schaltung                     | Wählhebel am Lenkrad | Lenkradschaltung, ab 10.1964 auf Wunsch Mittelschaltung                                                                                      | Mittelschaltung |
| Kupplung                      | hydraulische Kupplung im Automatikgetriebe                                                                                                   | Einscheiben-Trockenkupplung | Einscheiben-Trockenkupplung |
| Getriebeart                   | Planetengetriebe | Zahnrad-Wechselgetriebe | Zahnrad-Wechselgetriebe |
| Getriebe-Übersetzung          | I. 3,98; II. 2,52; III. 1,58; IV. 1,0; R. 4,15                                                                                               | I. 4,05; II. 2,28; III. 1,53; IV. 1,0; R. 3,92                                                                                               | I. 3,92; II. 2,22; III. 1,42; IV. 1,0; V. 0,85; R. 3,49                                                                                      |
| Achsantriebsübersetzung       | 3,92; auf Wunsch 3,75 | 3,92; auf Wunsch 3,75 | 4,08 |
| Höchstgeschwindigkeit         | 180 km/h; ab 01.1964: 185 km/h (HA 3,92) bzw. 195 km/h (HA 3,75)                                                                             | 185 km/h; ab 01.1964: 190 km/h (HA 3,92) bzw. 200 km/h (HA 3,75)                                                                             | 200 km/h |
| ,Beschleunigung 0-100 km/h    | 11,5 s; ab 01.64: 10,7 s (HA 3,92) bzw. 10,8 s (HA 3,75), Beschleunigung mit Durchschalten von 0 - 100 km/h, Belastung 2 Personen            | 11,4 s (170 PS / HA 3,92) bzw. 11,5 s (170 PS / HA 3,75), Beschleunigung mit Durchschalten von 0 - 100 km/h, Belastung 2 Personen            | 10,9 s, Beschleunigung mit Durchschalten von 0 - 100 km/h, Belastung 2 Personen                                                              |
| Kraftstoffverbrauch DIN 70030 | 14,5 l; ab 01.1964: 13,7 l (HA 3,92) bzw. 13,0 l (HA 3,75)                                                                                   | 12,5 l (170 PS / HA 3,92) bzw. 11,8 l (170 PS / HA 3,75)                                                                                     | |
| Abmessungen und Gewichte      | | | |
| Radstand                      | 2850 mm | 2850 mm | 2850 mm |
| Spur vorne / hinten           | 1482 / 1490 mm | 1482 / 1490 mm | 1482 / 1490 mm |
| Länge                         | 4975 mm | 4975 mm | 4975 mm |
| Breite                        | 1795 mm | 1795 mm | 1795 mm |
| Höhe                          | 1455 mm | 1455 mm | 1455 mm |
| Leergewicht DIN 70020         | 1615 kg | 1615 kg | 1615 kg |
| Zul. Gesamtgewicht            | 2115 kg | 2115 kg | 2115 kg |
| Allgemeine Daten              | | | |
| Stückzahl                     | 1546 Limousinen | 1546 Limousinen | 1546 Limousinen |
| Preis                         | 02.1963: 27.800 DM (mit Automatikgetriebe) bzw. 26.400 DM (mit Schaltgetriebe)                                                               | 02.1963: 27.800 DM (mit Automatikgetriebe) bzw. 26.400 DM (mit Schaltgetriebe)                                                               | 02.1963: 27.800 DM (mit Automatikgetriebe) bzw. 26.400 DM (mit Schaltgetriebe)                                                               |
| Belege                        | | | |

| Mercedes-Benz 300 SE Coupé    | Mercedes-Benz 300 SE Coupé | Mercedes-Benz 300 SE Coupé | Mercedes-Benz 300 SE Coupé |
| ----------------------------- | --- | --- | --- |
| Konstruktionsbezeichnung      | W 112/3 | W 112/3 | W 112/3 |
| Baumuster                     | 112.021 | 112.021 | 112.021 |
| Produktionszeitraum           | 02.1962 – 12.1967 | 02.1962 – 12.1967 | 02.1962 – 12.1967 |
| Motor                         | | | |
| Arbeitsverfahren              | Viertakt-Otto (mit intermittierender Saugrohreinspritzung) | Viertakt-Otto (mit intermittierender Saugrohreinspritzung) | Viertakt-Otto (mit intermittierender Saugrohreinspritzung) |
| Anordnung im Fahrzeug         | vorn, längs, stehend | vorn, längs, stehend | vorn, längs, stehend |
| Motortyp                      | M 189 IV, ab 01.1964: M 189 VI | M 189 IV, ab 01.1964: M 189 VI | M 189 IV, ab 01.1964: M 189 VI |
| Motorbaumuster                | 189.985, ab 01.1964: 189.987 | 189.985, ab 01.1964: 189.987 | 189.985, ab 01.1964: 189.987 |
| Zylinder                      | 6 / Reihe, Leichtmetallblock | 6 / Reihe, Leichtmetallblock | 6 / Reihe, Leichtmetallblock |
| Hubraum                       | 2996 cm³ (nach Steuerformel 2975 cm³) | 2996 cm³ (nach Steuerformel 2975 cm³) | 2996 cm³ (nach Steuerformel 2975 cm³) |
| Bohrung × Hub                 | 85 × 88 mm | 85 × 88 mm | 85 × 88 mm |
| Verdichtung                   | 8,7 : 1, ab 01.1964: 8,8 : 1 | 8,7 : 1, ab 01.1964: 8,8 : 1 | 8,7 : 1, ab 01.1964: 8,8 : 1 |
| Leistung                      | 160 PS (118 kW) bei 5000/min, ab 01.1964: 170 PS (125 kW) bei 5400/min | 160 PS (118 kW) bei 5000/min, ab 01.1964: 170 PS (125 kW) bei 5400/min | 160 PS (118 kW) bei 5000/min, ab 01.1964: 170 PS (125 kW) bei 5400/min |
| Max. Drehmoment               | 25,6 mkp (251 N m) bei 3800/min; ab 01.1964: 25,4 mkp (249 N m) bei 4000/min                                                                                              | 25,6 mkp (251 N m) bei 3800/min; ab 01.1964: 25,4 mkp (249 N m) bei 4000/min                                                                                              | 25,6 mkp (251 N m) bei 3800/min; ab 01.1964: 25,4 mkp (249 N m) bei 4000/min                                                                                              |
| Ventile                       | 1 Einlass, 1 Auslass / hängend | 1 Einlass, 1 Auslass / hängend | 1 Einlass, 1 Auslass / hängend |
| Ventilsteuerung               | obenliegende Nockenwelle | obenliegende Nockenwelle | obenliegende Nockenwelle |
| Nockenwellenantrieb           | Duplex-Rollenkette | Duplex-Rollenkette | Duplex-Rollenkette |
| Gemischbildung                | Saugrohreinspritzung, mechanisch geregelt; Bosch 2-Stempel-Einspritzpumpe, ab 01.1964: Bosch 6-Stempel-Einspritzpumpe                                                     | Saugrohreinspritzung, mechanisch geregelt; Bosch 2-Stempel-Einspritzpumpe, ab 01.1964: Bosch 6-Stempel-Einspritzpumpe                                                     | Saugrohreinspritzung, mechanisch geregelt; Bosch 2-Stempel-Einspritzpumpe, ab 01.1964: Bosch 6-Stempel-Einspritzpumpe                                                     |
| Kraftstofftank                | 65 l, ab 01.1963: 82 l | 65 l, ab 01.1963: 82 l | 65 l, ab 01.1963: 82 l |
| Fahrwerk und Kraftübertragung | | | |
| Rahmenausführung              | Rahmenbodenanlage / selbsttragende Karosserie | Rahmenbodenanlage / selbsttragende Karosserie | Rahmenbodenanlage / selbsttragende Karosserie |
| Radaufhängung vorn            | Doppel-Querlenker-Achse | Doppel-Querlenker-Achse | Doppel-Querlenker-Achse |
| Radaufhängung hinten          | Eingelenk-Pendelachse mit Schub- und Zusatzstreben und Niveauregulierung                                                                                                  | Eingelenk-Pendelachse mit Schub- und Zusatzstreben und Niveauregulierung                                                                                                  | Eingelenk-Pendelachse mit Schub- und Zusatzstreben und Niveauregulierung                                                                                                  |
| Federung                      | Luftkammer-Federbälge, Drehstab-Stabilisator, rundum | Luftkammer-Federbälge, Drehstab-Stabilisator, rundum | Luftkammer-Federbälge, Drehstab-Stabilisator, rundum |
| Stoßdämpfer                   | hydraulische Teleskop-Stoßdämpfer, rundum | hydraulische Teleskop-Stoßdämpfer, rundum | hydraulische Teleskop-Stoßdämpfer, rundum |
| Lenkung                       | Kugelumlauflenkung | Kugelumlauflenkung | Kugelumlauflenkung |
| Bremsanlage                   | hydraulische Zweikreis-Bremsanlage mit Unterdruck-Bremskraftverstärker, auf Vorder- und Hinterräder wirkend, Scheibenbremsen vorn und hinten                              | hydraulische Zweikreis-Bremsanlage mit Unterdruck-Bremskraftverstärker, auf Vorder- und Hinterräder wirkend, Scheibenbremsen vorn und hinten                              | hydraulische Zweikreis-Bremsanlage mit Unterdruck-Bremskraftverstärker, auf Vorder- und Hinterräder wirkend, Scheibenbremsen vorn und hinten                              |
| Feststellbremse               | mechanisch, auf Hinterräder wirkend | mechanisch, auf Hinterräder wirkend | mechanisch, auf Hinterräder wirkend |
| Räder                         | Stahlblechräder | Stahlblechräder | Stahlblechräder |
| Felgen                        | Tiefbettfelge 5 1/2 JK x 13 B; ab 08.1965: 6 J x 14 HB | Tiefbettfelge 5 1/2 JK x 13 B; ab 08.1965: 6 J x 14 HB | Tiefbettfelge 5 1/2 JK x 13 B; ab 08.1965: 6 J x 14 HB |
| Reifen                        | 7,50 H 13; ab 08.1965: 7,35 H 14 oder 185 H 14 | 7,50 H 13; ab 08.1965: 7,35 H 14 oder 185 H 14 | 7,50 H 13; ab 08.1965: 7,35 H 14 oder 185 H 14 |
| Antrieb                       | Hinterradantrieb | Hinterradantrieb | Hinterradantrieb |
| Kraftübertragung              | geteilte Kardanwelle | geteilte Kardanwelle | geteilte Kardanwelle |
| Getriebe und Fahrleistungen   | | | |
| Getriebe                      | 4-Gang-Automatik | 4-Gang-Schaltgetriebe | 5-Gang-Schaltgetriebe ZF S 5-20 |
| Verfügbarkeit                 | Serie | auf Wunsch | auf Wunsch |
| Schaltung                     | Wählhebel am Lenkrad | Mittelschaltung | Mittelschaltung |
| Kupplung                      | hydraulische Kupplung im Automatikgetriebe | Einscheiben-Trockenkupplung | Einscheiben-Trockenkupplung |
| Getriebeart                   | Planetengetriebe | Zahnrad-Wechselgetriebe | Zahnrad-Wechselgetriebe |
| Getriebe-Übersetzung          | I. 3,98; II. 2,52; III. 1,58; IV. 1,0; R. 4,15 | I. 4,05; II. 2,28; III. 1,53; IV. 1,0; R. 3,92 | I. 3,92; II. 2,22; III. 1,42; IV. 1,0; V. 0,85; R. 3,49 |
| Achsantriebsübersetzung       | 4,10; 4,08; 3,92; ab 01.1964: 3,75; ab 08.1965: 3,69; auf Wunsch 3,92 | 3,92; später 3,75; ab 08.1965: 3,69; auf Wunsch 3,92 | 4,08 |
| Höchstgeschwindigkeit         | 175 km/h (HA 4,10/4,08) bzw. 180 km/h (HA 3,92);~ab 01.1964: 195 km/h (HA 3,75/3,69) bzw. 185 km/h (HA 3,92)                                                              | 185 km/h, ab 01.1964: 200 km/h (HA 3,75/3,69) bzw.~190 km/h (HA 3,92) | 200 km/h |
| Beschleunigung 0-100 km/h     | 11,5 s; ab 01.64: 11,4 s (HA 3,75/3,69) bzw. 11,1 s (HA 3,92), Beschleunigung mit Durchschalten von 0 - 100 km/h, Belastung 2 Personen                                    | ab 01.64: 12,2 s (HA 3,75/3,69) bzw. 12,0 s (HA 3,92), Beschleunigung mit Durchschalten von 0 - 100 km/h, Belastung 2 Personen                                            | 10,9 s, Beschleunigung mit Durchschalten von 0 - 100 km/h, Belastung 2 Personen                                                                                           |
| Kraftstoffverbrauch DIN 70030 | 13 l; ab 01.1964: 13 l (HA 3,75 / 3,69) bzw. 13,7 l (HA 3,92) | 13 l; ab 01.1964: 11,8 l (HA 3,75 / 3,69) bzw. 12,5 l (HA 3,92) | |
| Abmessungen und Gewichte      | | | |
| Radstand                      | 2750 mm | 2750 mm | 2750 mm |
| Spur vorne / hinten           | 1482 / 1490 mm | 1482 / 1490 mm | 1482 / 1490 mm |
| Länge                         | 4880 mm | 4880 mm | 4880 mm |
| Breite                        | 1845 mm | 1845 mm | 1845 mm |
| Höhe                          | 1395 mm | 1395 mm | 1395 mm |
| Leergewicht DIN 70020         | 1590 kg; ab 08.1965: 1650 kg | 1590 kg; ab 08.1965: 1650 kg | 1590 kg; ab 08.1965: 1650 kg |
| Zul. Gesamtgewicht            | 2060 kg; ab 08.1965: 2120 kg | 2060 kg; ab 08.1965: 2120 kg | 2060 kg; ab 08.1965: 2120 kg |
| Allgemeine Daten              | | | |
| Stückzahl                     | 2419 Coupés | 2419 Coupés | 2419 Coupés |
| Preis                         | 04.1962: 32.750 DM (mit Automatikgetriebe) bzw. 31.350 DM (mit Schaltgetriebe, ab 02.1963) 04.1966: 33.350 DM (mit Automatikgetriebe) bzw. 31.950 DM (mit Schaltgetriebe) | 04.1962: 32.750 DM (mit Automatikgetriebe) bzw. 31.350 DM (mit Schaltgetriebe, ab 02.1963) 04.1966: 33.350 DM (mit Automatikgetriebe) bzw. 31.950 DM (mit Schaltgetriebe) | 04.1962: 32.750 DM (mit Automatikgetriebe) bzw. 31.350 DM (mit Schaltgetriebe, ab 02.1963) 04.1966: 33.350 DM (mit Automatikgetriebe) bzw. 31.950 DM (mit Schaltgetriebe) |
| Belege                        | | | |

| Mercedes-Benz 300 SE Cabriolet | Mercedes-Benz 300 SE Cabriolet | Mercedes-Benz 300 SE Cabriolet | Mercedes-Benz 300 SE Cabriolet |
| ------------------------------ | --- | --- | --- |
| Konstruktionsbezeichnung       | W 112/3 | W 112/3 | W 112/3 |
| Baumuster                      | 112.023 | 112.023 | 112.023 |
| Produktionszeitraum            | 02.1962 – 12.1967 | 02.1962 – 12.1967 | 02.1962 – 12.1967 |
| Motor                          | | | |
| Arbeitsverfahren               | Viertakt-Otto (mit intermittierender Saugrohreinspritzung) | Viertakt-Otto (mit intermittierender Saugrohreinspritzung) | Viertakt-Otto (mit intermittierender Saugrohreinspritzung) |
| Anordnung im Fahrzeug          | vorn, längs, stehend | vorn, längs, stehend | vorn, längs, stehend |
| Motortyp                       | M 189 IV, ab 01.1964: M 189 VI | M 189 IV, ab 01.1964: M 189 VI | M 189 IV, ab 01.1964: M 189 VI |
| Motorbaumuster                 | 189.985, ab 01.1964: 189.987 | 189.985, ab 01.1964: 189.987 | 189.985, ab 01.1964: 189.987 |
| Zylinder                       | 6 / Reihe, Leichtmetallblock | 6 / Reihe, Leichtmetallblock | 6 / Reihe, Leichtmetallblock |
| Hubraum                        | 2996 cm³ (nach Steuerformel 2975 cm³) | 2996 cm³ (nach Steuerformel 2975 cm³) | 2996 cm³ (nach Steuerformel 2975 cm³) |
| Bohrung × Hub                  | 85 × 88 mm | 85 × 88 mm | 85 × 88 mm |
| Verdichtung                    | 8,7 : 1, ab 01.1964: 8,8 : 1 | 8,7 : 1, ab 01.1964: 8,8 : 1 | 8,7 : 1, ab 01.1964: 8,8 : 1 |
| Leistung                       | 160 PS (118 kW) bei 5000/min, ab 01.1964: 170 PS (125 kW) bei 5400/min | 160 PS (118 kW) bei 5000/min, ab 01.1964: 170 PS (125 kW) bei 5400/min | 160 PS (118 kW) bei 5000/min, ab 01.1964: 170 PS (125 kW) bei 5400/min |
| Max. Drehmoment                | 25,6 mkp (251 N m) bei 3800/min; ab 01.1964: 25,4 mkp (249 N m) bei 4000/min                                                                                              | 25,6 mkp (251 N m) bei 3800/min; ab 01.1964: 25,4 mkp (249 N m) bei 4000/min                                                                                              | 25,6 mkp (251 N m) bei 3800/min; ab 01.1964: 25,4 mkp (249 N m) bei 4000/min                                                                                              |
| Ventile                        | 1 Einlass, 1 Auslass / hängend | 1 Einlass, 1 Auslass / hängend | 1 Einlass, 1 Auslass / hängend |
| Ventilsteuerung                | obenliegende Nockenwelle | obenliegende Nockenwelle | obenliegende Nockenwelle |
| Nockenwellenantrieb            | Duplex-Rollenkette | Duplex-Rollenkette | Duplex-Rollenkette |
| Gemischbildung                 | Saugrohreinspritzung, mechanisch geregelt; Bosch 2-Stempel-Einspritzpumpe, ab 01.1964: Bosch 6-Stempel-Einspritzpumpe                                                     | Saugrohreinspritzung, mechanisch geregelt; Bosch 2-Stempel-Einspritzpumpe, ab 01.1964: Bosch 6-Stempel-Einspritzpumpe                                                     | Saugrohreinspritzung, mechanisch geregelt; Bosch 2-Stempel-Einspritzpumpe, ab 01.1964: Bosch 6-Stempel-Einspritzpumpe                                                     |
| Kraftstofftank                 | 65 l, ab 01.1963: 82 l | 65 l, ab 01.1963: 82 l | 65 l, ab 01.1963: 82 l |
| Fahrwerk und Kraftübertragung  | | | |
| Rahmenausführung               | Rahmenbodenanlage / selbsttragende Karosserie | Rahmenbodenanlage / selbsttragende Karosserie | Rahmenbodenanlage / selbsttragende Karosserie |
| Radaufhängung vorn             | Doppel-Querlenker-Achse | Doppel-Querlenker-Achse | Doppel-Querlenker-Achse |
| Radaufhängung hinten           | Eingelenk-Pendelachse mit Schub- und Zusatzstreben und Niveauregulierung                                                                                                  | Eingelenk-Pendelachse mit Schub- und Zusatzstreben und Niveauregulierung                                                                                                  | Eingelenk-Pendelachse mit Schub- und Zusatzstreben und Niveauregulierung                                                                                                  |
| Federung                       | Luftkammer-Federbälge, Drehstab-Stabilisator, rundum | Luftkammer-Federbälge, Drehstab-Stabilisator, rundum | Luftkammer-Federbälge, Drehstab-Stabilisator, rundum |
| Stoßdämpfer                    | hydraulische Teleskop-Stoßdämpfer, rundum | hydraulische Teleskop-Stoßdämpfer, rundum | hydraulische Teleskop-Stoßdämpfer, rundum |
| Lenkung                        | Kugelumlauflenkung | Kugelumlauflenkung | Kugelumlauflenkung |
| Bremsanlage                    | hydraulische Zweikreis-Bremsanlage mit Unterdruck-Bremskraftverstärker, auf Vorder- und Hinterräder wirkend, Scheibenbremsen vorn und hinten                              | hydraulische Zweikreis-Bremsanlage mit Unterdruck-Bremskraftverstärker, auf Vorder- und Hinterräder wirkend, Scheibenbremsen vorn und hinten                              | hydraulische Zweikreis-Bremsanlage mit Unterdruck-Bremskraftverstärker, auf Vorder- und Hinterräder wirkend, Scheibenbremsen vorn und hinten                              |
| Feststellbremse                | mechanisch, auf Hinterräder wirkend | mechanisch, auf Hinterräder wirkend | mechanisch, auf Hinterräder wirkend |
| Räder                          | Stahlblechräder | Stahlblechräder | Stahlblechräder |
| Felgen                         | Tiefbettfelge 5 1/2 JK x 13 B; ab 08.1965: 6 J x 14 HB | Tiefbettfelge 5 1/2 JK x 13 B; ab 08.1965: 6 J x 14 HB | Tiefbettfelge 5 1/2 JK x 13 B; ab 08.1965: 6 J x 14 HB |
| Reifen                         | 7,50 H 13; ab 08.1965: 7,75 H 14 oder 195 H 14 | 7,50 H 13; ab 08.1965: 7,75 H 14 oder 195 H 14 | 7,50 H 13; ab 08.1965: 7,75 H 14 oder 195 H 14 |
| Antrieb                        | Hinterradantrieb | Hinterradantrieb | Hinterradantrieb |
| Kraftübertragung               | geteilte Kardanwelle | geteilte Kardanwelle | geteilte Kardanwelle |
| Getriebe und Fahrleistungen    | | | |
| Getriebe                       | 4-Gang-Automatik | 4-Gang-Schaltgetriebe | 5-Gang-Schaltgetriebe ZF S 5-20 |
| Verfügbarkeit                  | Serie | auf Wunsch | auf Wunsch |
| Schaltung                      | Wählhebel am Lenkrad | Mittelschaltung | Mittelschaltung |
| Kupplung                       | hydraulische Kupplung im Automatikgetriebe | Einscheiben-Trockenkupplung | Einscheiben-Trockenkupplung |
| Getriebeart                    | Planetengetriebe | Zahnrad-Wechselgetriebe | Zahnrad-Wechselgetriebe |
| Getriebe-Übersetzung           | I. 3,98; II. 2,52; III. 1,58; IV. 1,0; R. 4,15 | I. 4,05; II. 2,28; III. 1,53; IV. 1,0; R. 3,92 | I. 3,92; II. 2,22; III. 1,42; IV. 1,0; V. 0,85; R. 3,49 |
| Achsantriebsübersetzung        | 4,10; 4,08; 3,92; ab 01.1964: 3,75; ab 08.1965: 3,69; auf Wunsch 3,92 | 3,92; später 3,75; ab 08.1965: 3,69; auf Wunsch 3,92 | 4,08 |
| Höchstgeschwindigkeit          | 175 km/h (HA 4,10/4,08) bzw. 180 km/h (HA 3,92);~ab 01.1964: 195 km/h (HA 3,75/3,69) bzw. 185 km/h (HA 3,92)                                                              | 185 km/h, ab 01.1964: 200 km/h (HA 3,75/3,69) bzw.~190 km/h (HA 3,92) | 200 km/h |
| Beschleunigung 0-100 km/h      | 11,5 s; ab 01.64: 11,7 s (HA 3,75/3,69) bzw. 11,4 s (HA 3,92), Beschleunigung mit Durchschalten von 0 - 100 km/h, Belastung 2 Personen                                    | ab 01.64: 12,5 s (HA 3,75/3,69) bzw. 12,4 s (HA 3,92), Beschleunigung mit Durchschalten von 0 - 100 km/h, Belastung 2 Personen                                            | 10,9 s, Beschleunigung mit Durchschalten von 0 - 100 km/h, Belastung 2 Personen                                                                                           |
| Kraftstoffverbrauch DIN 70030  | 13 l; ab 01.1964: 13 l (HA 3,75 / 3,69) bzw. 13,7 l (HA 3,92) | 13 l; ab 01.1964: 11,8 l (HA 3,75 / 3,69) bzw. 12,5 l (HA 3,92) | |
| Abmessungen und Gewichte       | | | |
| Radstand                       | 2750 mm | 2750 mm | 2750 mm |
| Spur vorne / hinten            | 1482 / 1490 mm | 1482 / 1490 mm | 1482 / 1490 mm |
| Länge                          | 4880 mm | 4880 mm | 4880 mm |
| Breite                         | 1845 mm | 1845 mm | 1845 mm |
| Höhe                           | 1400 mm | 1400 mm | 1400 mm |
| Leergewicht DIN 70020          | 1690 kg; ab 08.1965: 1715 kg | 1690 kg; ab 08.1965: 1715 kg | 1690 kg; ab 08.1965: 1715 kg |
| Zul. Gesamtgewicht             | 2160 kg; ab 08.1965: 2185 kg | 2160 kg; ab 08.1965: 2185 kg | 2160 kg; ab 08.1965: 2185 kg |
| Allgemeine Daten               | | | |
| Stückzahl                      | 708 Cabriolets | 708 Cabriolets | 708 Cabriolets |
| Preis                          | 04.1962: 34.750 DM (mit Automatikgetriebe) bzw. 33.350 DM (mit Schaltgetriebe, ab 02.1963) 04.1966: 35.350 DM (mit Automatikgetriebe) bzw. 33.950 DM (mit Schaltgetriebe) | 04.1962: 34.750 DM (mit Automatikgetriebe) bzw. 33.350 DM (mit Schaltgetriebe, ab 02.1963) 04.1966: 35.350 DM (mit Automatikgetriebe) bzw. 33.950 DM (mit Schaltgetriebe) | 04.1962: 34.750 DM (mit Automatikgetriebe) bzw. 33.350 DM (mit Schaltgetriebe, ab 02.1963) 04.1966: 35.350 DM (mit Automatikgetriebe) bzw. 33.950 DM (mit Schaltgetriebe) |
| Belege                         | | | |

Der W 112 wird von dem Mercedes-Benz-Motor M 189 angetrieben, einem sehr aufwendig gebauten Reihen-Sechszylindermotor mit drei Liter Hubraum. Der Motor wiegt wegen des Leichtmetallmotorblocks und -zylinderkopfes rund 40 kg weniger als die Vorläufer aus Grauguss, die im 300 SL („Flügeltürer“ und Roadster) sowie im 300 (W 189, „Adenauer-Limousine“) verwendet wurden. Durch diese Verringerung der vorderen Achslast wurde ein verbessertes Fahrverhalten (geringeres Untersteuern) erzielt.
In zeitgenössischen Testberichten (zum Beispiel auto motor und sport, Heft 14, 1962) wurde bemängelt, dass die Schaltstufen der Automatik im Verhältnis zur Motorcharakteristik ungünstig angeordnet seien, es aber keine Alternative in Form eines Schaltgetriebes gebe. Daimler-Benz reagierte auf die Kritik und bot ab Frühjahr 1963 gegen Minderpreis von 1400 DM ein Viergang-Schaltgetriebe an. Ein ZF-Fünfgangschaltgetriebe wurde für Rennzwecke homologiert, gelangte aber nicht in den offiziellen Verkauf. Dennoch war der 300 SE auch mit den serienmäßigen Antriebsversionen durchaus leistungsfähig: die Höchstgeschwindigkeit liegt je nach gewählter Achs- und Getriebekombination bei bis zu 200 km/h – damals ein respektabler Sportwagenwert.

### Preise

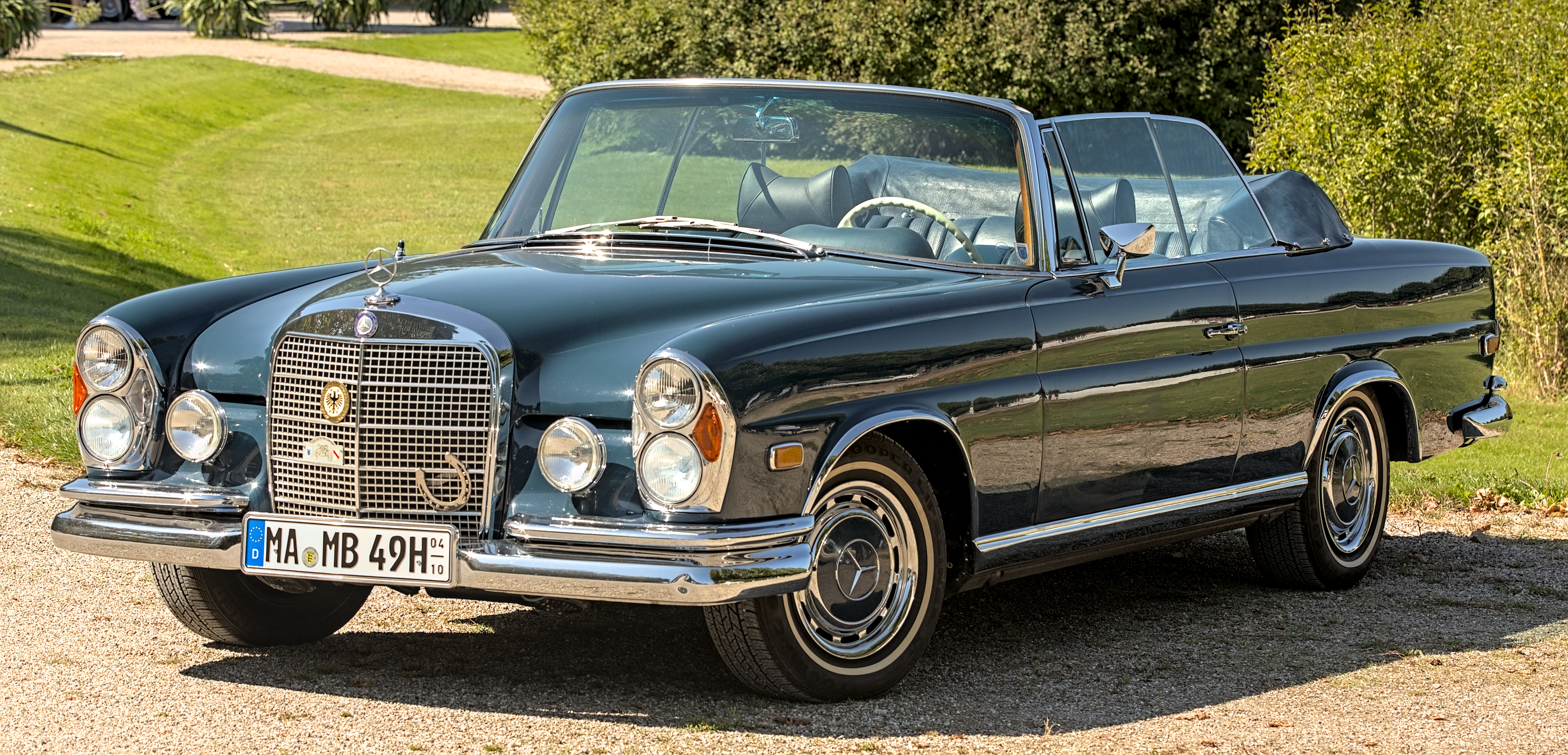
300 SE Cabriolet (1965), offen

Der Grundpreis 1963 für den 300 SE war 24.500 DM, beim 300 SE lang betrug er 27.800 DM. Je nach gewünschter Sonderausstattung konnte der Endpreis weit über 40.000 DM liegen. Zum Vergleich: ein VW-Käfer „Export“ kostete etwa 5400 DM, und ein Angestellter verdiente etwa 800 DM im Monat. Bemerkenswert ist an dieser Stelle zudem, dass der günstigste W 111 (220 b) 1963 ab 12.160 DM zu haben war, und der schon recht gediegene 220 SEb bei fast gleicher äußerer Erscheinung und identischem Platzangebot „nur“ 15.450 DM (1962) kostete. Letzteres gilt sogar für die gleich mehrere Stufen niedriger angesiedelten Typen der Baureihe W 110, die für gut 10.000 DM angeboten wurden.

### Sonderausstattungen

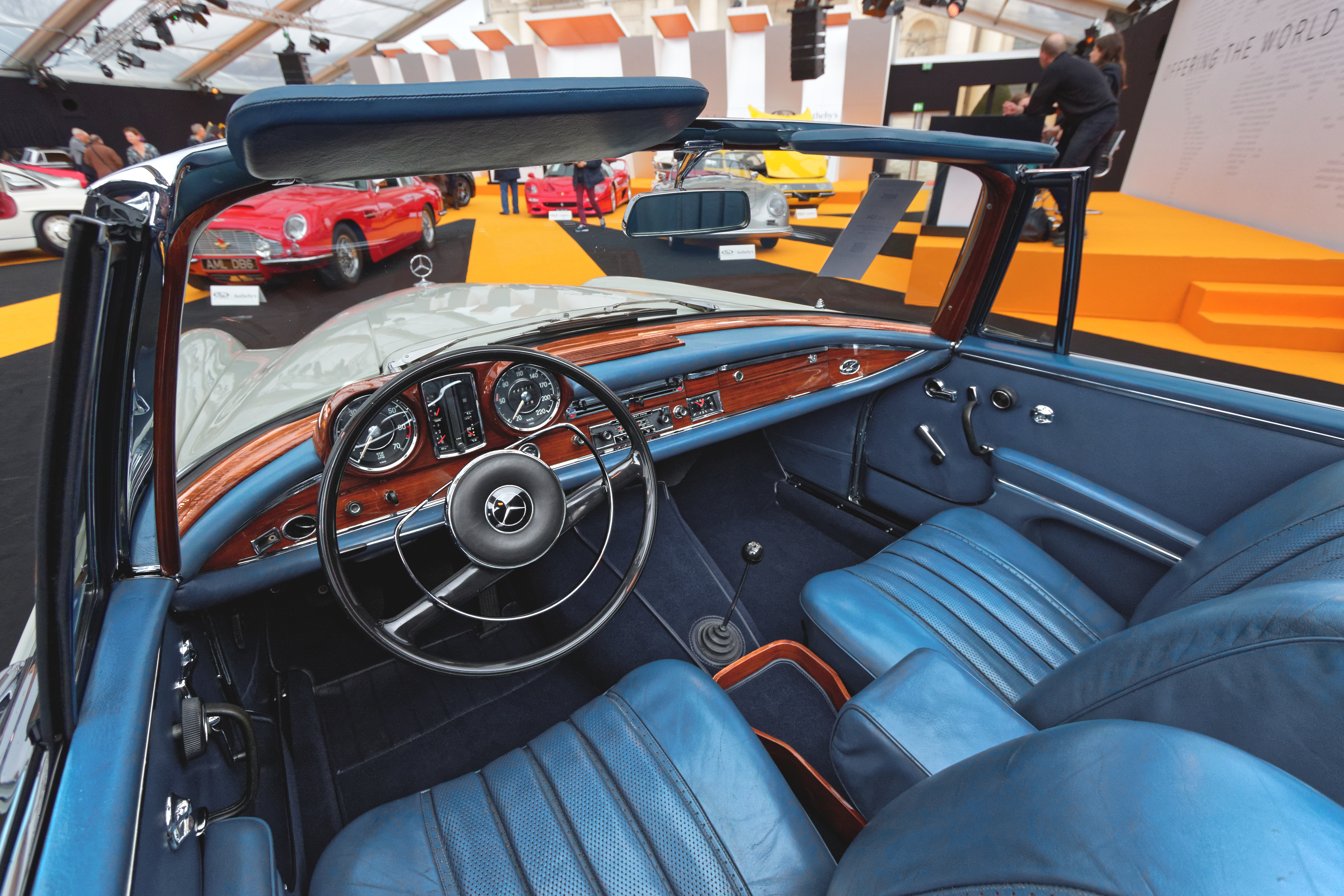
Interieur eines 300 SE Cabriolets (1965)

Eine spezifische Sonderausstattung für beide 300 SE-Limousinen war z. B. eine separate Fondraumheizung. Eine Zentralverriegelung, edle Velours- oder Feincordpolsterung sowie eine Trennwand mit elektrisch betätigter Scheibe waren indes nur für die Langversion lieferbar. Dazu gab es auf Wunsch noch viele weitere, übliche Extras wie mechanisches Stahlschiebedach, Becker-Radio, Klimaanlage, Koffersatz, Colorglas, Gurte, Nackenstützen („Schlummerrollen“) usw. Die damals neuen Metallic-Lackierungen waren, was die Heckflossen-Limousinen angeht, ebenfalls allein den beiden 300er-Versionen vorbehalten. Es gab wahlweise für beide Typen auch Zweifarblackierungen (d. h. Dach und Radkappen in anderem Farbton als der Rumpf), jedoch bei der Langversion war eine Zweifarblackierung laut Preislisten-Fußnote „nicht empfehlenswert“. Das hatte aber weniger mit der tatsächlichen Wirkung als vielmehr mit dem herstellerseitig gewollten Auftritt der Lang-Limousinen zu tun, um den die Marketingabteilung besorgt war: Die anderen Heckflossentypen konnten mit jeder beliebigen Zweifarbkombination bestellt werden, aber die Langversion sollte immerhin den „Adenauer“-300 d ersetzen und somit farblich möglichst gedeckt/seriös auftreten.

## Motorsport

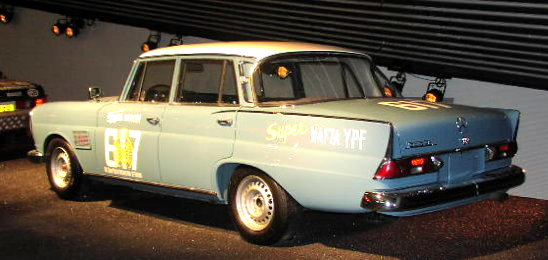
Nachbau eines 300 SE in weitgehend originalgetreuem Werks-Renntrimm

Der Wagen wurde mit Normalradstand auch erfolgreich in der Tourenwagen-Europameisterschaft und bei internationalen Rallyes eingesetzt, dort teilweise mit Direkteinspritzung wie beim 300 SL-Flügeltürer und mit weit über 200 PS (150 kW). Im Mercedes-Benz-Museum ist ein 300 SE im Werksrenntrimm der 1960er-Jahre ausgestellt (siehe Bild). Es ist allerdings keines der original eingesetzten Fahrzeuge, sondern ein Nachbau, das technisch eher seriennah belassen und auch sonst mit gewissen Abweichungen vom Renn-Original gestaltet wurde; besonders auffällig sind ein Stahlschiebedach und neuzeitlichere Räder.

## Heutige Situation
Lange Zeit wegen der komplexen Technik etwas zurückhaltend betrachtet und gehandelt, sind die W 112 gerade deshalb und wegen ihrer Seltenheit inzwischen begehrte Oldtimer.

## Rezeption
Auf dem Cover des Albums Autobahn der Elektropop-Band Kraftwerk ist eine Mercedes-Benz-W-112-Limousine abgebildet.